# III Corps (Storbritannien)
III Corps var en armékår under den brittiska armén som verkade både under första och andra världskriget. 

## Fall Gelb

### Organisation
Kårens organisation den 10 maj 1940:
- 42nd (East Lancashire) Infantry Division
- 44th (Home Counties) Division

## Befälhavare
Kårens befälhavare:
- Lieutenant-General Ronald Adam: Oktober 1939-Juni 1940
- Lieutenant-General James Marshall-Cornwall: Juni-November 1940
- Lieutenant-General Desmond Anderson: December 1940-December 1943
- Lieutenant-General Ronald Scobie: December 1943-December 1944